# Керъл (окръг, Ню Хампшър)
Окръг Керъл (на английски: Carroll County) е окръг в щата Ню Хампшър, Съединени американски щати. Площта му е 2569 km², а населението – 47 289 души (2016). Административен център е град Осипий.